# Du (Unix)

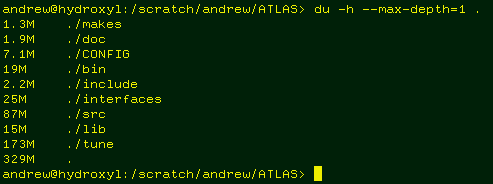
Przykład użycia polecenia du w terminalu

du (ang. disk usage) – uniksowe polecenie liczące użycie przestrzeni dyskowej. W systemie GNU ten program jest w pakiecie GNU Coreutils.

## Opis
Specyfikacja Single UNIX Specification określa, że polecenie du powinno wyświetlać rozmiar każdego pliku i katalogu znajdującego się w bieżącym katalogu. Dowiązania są wyświetlane jako rozmiar samego linku, nie obiektu, do którego się odnoszą. 

## Przykłady użycia
Sprawdzenie rozmiaru pliku:
```
$
 
du
 
-h
 
plwiki-20060810-pages-articles.xml
722M
    
plwiki-20060810-pages-articles.xml

```

Wyświetlenie, ile zajmuje cały katalog oraz każdy plik znajdujący się w tym katalogu wraz z podsumowaniem:
```
$
 
du
 
-ch
 
/mnt/Różne

```

Wyświetlenie, ile zajmuje cały katalog:
```
$
 
du
 
-sh
 
/mnt/Różne

```